# Pray (レイジーの曲)
「Pray」（プレイ）は、レイジーの14枚目のシングル。1998年12月16日にエアーズから発売された。

## 概要
「Pray」「My Rest Pose」の2曲とも、アルバム『Happy Time』に収録されていたもの。OVA『新世紀GPXサイバーフォーミュラSIN』のオープニングテーマと挿入歌として使用されることになり、シングルカットされた。

## 収録曲
全曲 作詞：牧穂エミ、作曲・編曲：LAZY
1. Pray
OVA『新世紀GPXサイバーフォーミュラSIN』オープニングテーマ。曲の原案は井上俊次によるもの[1]。
なお、シングルでは歌詞の一部が未表記になっている。
2. My Rest Pose
OVA『新世紀GPXサイバーフォーミュラSIN』挿入歌。曲の原案は田中宏幸[1]。
3. Pray (Off Vocal Version)
4. My Rest Pose (Off Vocal Version)